# Huo Qubing
Huo Qubing (kineski; 霍去病, 140. pr. Kr. – 117. pr. Kr.) je bio kineski vojskovođa koji se istakao služeći cara Wua u ratovima s narodom Xiongnu.
Rodio se u gradu Linfen, u današnjoj provinciji Shanxi, kao nezakoniti sin Wei Shaoera, te je bio nećak Wei Qinga i carice Wei Zifu. Odrastao je u relativnom prosperitetu, ali je još kao tinejdžer pokazao sklonost ratničkim vještinama i vojničkom životu. Sudjelovao je u pohodima Wei Qinga protiv Xiongnua, te je jednom vodio prepad u dubinu neprijateljske teritorije, zaplijenivši Zlatnu statuu - jednu od svetinja Xiongnua. Zbog toga mu je već s 20 godina dana komanda nad vojskom te je tada nanio jedan od najvećih poraza Xiongnua u njihovoj povijesti; kineski izvori tvrde da je tada ubijeno preko 70.000 neprijateljskih vojnika.
Sima Qian ga, pak, opisuje kao časnika koji nije volio dijeliti poteškoće vojničkog života s običnim vojnicima, ali je zato bio sklon dijeliti plijen. Kada je jednom zarobio velike količine vina, izlio ih je u potok kako bi se tako njegovi vojnici mogli napiti. To se dogodilo na mjestu na kojem je poslije sagrađen Jiuquan, grad čije ime doslovno znači "vinski izvor".
Umro je mlad od kuge, za koju kineski izvori tvrde da je uzrokovana time što su Xiongnui bacali zaražene strvine u izvore oko pustinje Gobi, pa je tako Huo Qubing jedna od prvih žrtava biološkog ratovanja u povijesti.
Huov polubrat Huo Guang je postao ugledan državnik u službi cara Zhaoa.
Huo Qubing je jedne od 32 povijesne osobe koje se pojavljuju u video-igri Romance of the Three Kingdoms XI .